# Station Halinów
Station Halinów is een spoorwegstation in de Poolse plaats Halinów.